# 민화화투
민화화투(Minhwa Hwatu, korean Hwatu) 또는 일러스트 화투(illust. Hwatu,illustrate Hwatu)는 한국의 화투로 1970년대를 전후해서 십장생문, 사군자 등을 주제로한 일본풍 화투(화찰花札 はなふだ)가 보다 단순화되고 동양적인 그림 수정으로 흰색바탕과 검은색을 주로 사용하는 청(靑),적(赤),황(黃)의 절제된 색채로 다시 채색되었으며 이어서 초록색과 연한 분홍색을 첨가하는등 민화적인 요소가 점차 가미되면서 2000년대에 접어들어 본격적으로 민화 및 일러스트가 반영된 한국풍의 민화화투들이 뜻있는 미술가와 제작자들에 의해 만들어지기 시작한 서민적인 민화 화투를 가리킨다. 한편 민화화투는 일러스트들에 의해서 다시 한번 캐릭터 요소가 가미되어 캐릭터화투로 재창작되었으며 이러한 일러스트화투를 가리키기도 한다.

## 서민화투
소박하고 민화적인 요소가 물씬 풍기는 독도화투나 제주화투등은 이러한 대표적인 민화화투로 기존에 전래되온 화투와 함께 화투의 정체성과 시대성을 다양하게 포용하는 서민적인 정서를 잘 보여주고있다.

## 일러스트화투
이러한 민화화투는 한편 만화스타일 화투나 일러스트화투로도 창작되고 있으며 지방의 특산물이나 지방풍속을 반영하거나 크기를 크게하거나 또는 캐릭터를 주요하게 등장시키는등 재미와 오락을 보다 깊이 있게 다루고 있다.

## 예
청(靑),백(白),흑(黑),적(赤),황(黃)의 6가지 색상만을 사용한 일러스트 화투
| 1월 송학(松鶴)                  |
| 2월 매조(梅鳥)                  |
| 3월 벚꽃                        |
| 4월 등나무(흑싸리)              |
| 5월 난초(蘭草)                  |
| 6월 무궁화(백단심,홍화랑)       |
| 7월 홍싸리                      |
| 8월 공산(空山)                  |
| 9월 국화                        |
| 10월 단풍                       |
| 11월 오동(봉황)                 |
| 12월 비(雨)-버드나무,몽자(夢子) |

## 엑스트라 카드
보너스 카드(extra card) 또는 서비스 카드를 추가하는 확장카드로 특별한 게임 규칙을 위해 사용한다.
|                                                                                        |                                                           |
| (예시)한장당 2장의 카드(쌍피)로 인정하고 또한 추가로 한번 더 패를 뒤집고 가져올수있다. | (예시)한장당 2장의 카드(쌍피)로 인정한다. (9월,11월,12월) |

## 같이 보기
- 고스톱
- 트럼프
- 장기
- 체스